# C̨
Cette page contient des caractères spéciaux ou non latins. S’ils s’affichent mal (▯, ?, etc.), consultez la page d’aide Unicode.
C̨ (minuscule: c̨), appelé C ogonek, est un graphème de l’alphabet latin utilisé par George Grove comme symbole en musicographie ou comme variante du C cédille dans l’orthographe française utilisée par Louis Meigret. Il s’agit de la lettre C diacritée d'un ogonek.

## Utilisation

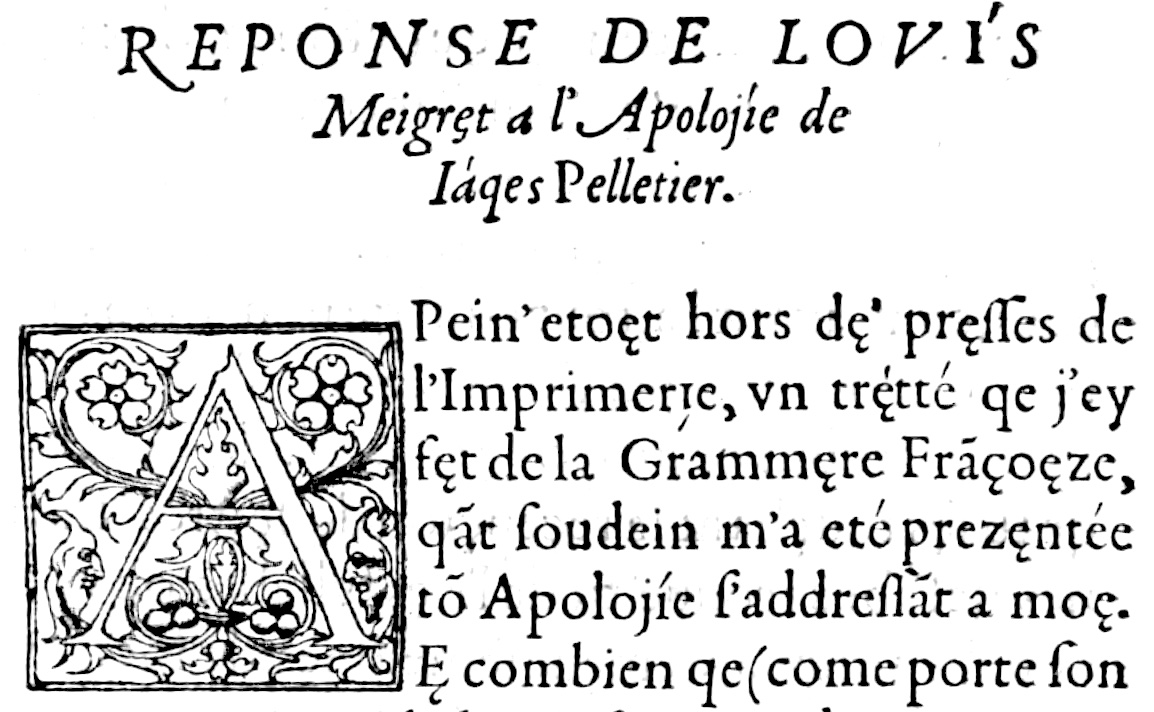
Fragment de Réponse de Louis Meigret à l’apologie de Jacques Pelletier, 1550.

George Grove a proposé d’utilisé le c̨ comme symbole pour le c♯, do dièse.

## Représentations informatiques
Le C ogonek peut être représenté avec les caractères Unicode suivants (latin de base, diacritiques), :
| formes    | représentations | chaînes de caractères | points de code | descriptions                                 |
| --------- | --------------- | --------------------- | -------------- | -------------------------------------------- |
| capitale  | C̨               | C◌̨                    | U+0043 U+0328  | lettre majuscule latine c diacritique ogonek |
| minuscule | c̨               | c◌̨                    | U+0063 U+0328  | lettre minuscule latine c diacritique ogonek |